# The Infotainment Scan
The Infotainment Scan — шестнадцатый студийный альбом британской рок-группы The Fall, записанный в конце 1992 — начале 1993 года продюсером Рексом Сарджентом и выпущенный 23 апреля 1993 года записывающей компанией Cog Sinister (via Permanent Records). 8 мая 1993 года The Infotainment Scan поднялся до 9-го места в UK Album Charts; этот результат остался наивысшим достижением группы в британских чартах.

## Об альбоме
В 1993 году The Fall подписали контракт с Matador Records, таким образом впервые получив возможность выйти на широкий американский рынок. Первым релизом, вышедшим (в США) на этом лейбле, стал альбом The Infotainment Scan.
Звучание пластинки, практически полностью лишённое клавишных, было отмечено стилистическим разнообразием: здесь присутствовали элементы ска, краут-рока и диско. В альбом вошли кавер-версии «Lost in Music» (Chic, Sister Sledge) и «I’m Going to Spain» Стив Бента, малоизвестной песни, которую тот исполнял на телеконкурсе «New Faces» в 1974 году; трек впоследствии вошёл в компиляцию The World’s Worst Record (1978), составленную радиоведущим Кенни Эвереттом.
В CD-версию альбома вошёл также «Why Are People Grudgeful?», единственный здесь трек, выходивший синглом.

## Список композиций
1. «Ladybird (Green Grass)» (Mark E. Smith, Craig Scanlon) — 3:59
2. «Lost in Music» (Nile Rodgers, Bernard Edwards) — 3:49
3. «Glam-Racket» (Smith, Хэнли, Скэнлон) — 3:12
4. «I’m Going to Spain» (Steve Bent) — 3:27
5. «It’s a Curse» (Smith, Scanlon) — 5:19
6. «Paranoia Man in Cheap Shit Room» (Смит, Скэнлон) — 4:27
7. «Service» (Смит, Хэнли, Скэнлон) — 4:11
8. «The League of Bald-Headed Men» (Смит, Хэнли) — 4:07
9. «A Past Gone Mad» (Smith, Dave Bush, Simon Wolstencroft) — 4:19
10. «Light»/«Fireworks» (Smith) — 3:46
11. «Why Are People Grudgeful?» (Lee «Scratch» Perry, Joe Gibbs) — 4:33
12. «League Moon Monkey Mix» (Hanley, Rogers, Smith) — 4:36

Два последних трека вошли только в CD-версию альбома.

## Участники записи
- Mark E. Smith — вокал
- Craig Scanlon — гитара
- Steve Hanley — бас-гитара
- Саймон Уолстенкрофт — ударные
- Дэйв Буш — клавишные